# Adele Live
Adele Live là chuyến lưu diễn hòa nhạc đầu tiên của ca sĩ-người sáng tác bài hát người Anh Adele, quảng bá cho album phòng thu thứ hai của cô, 21.

## Ca khúc

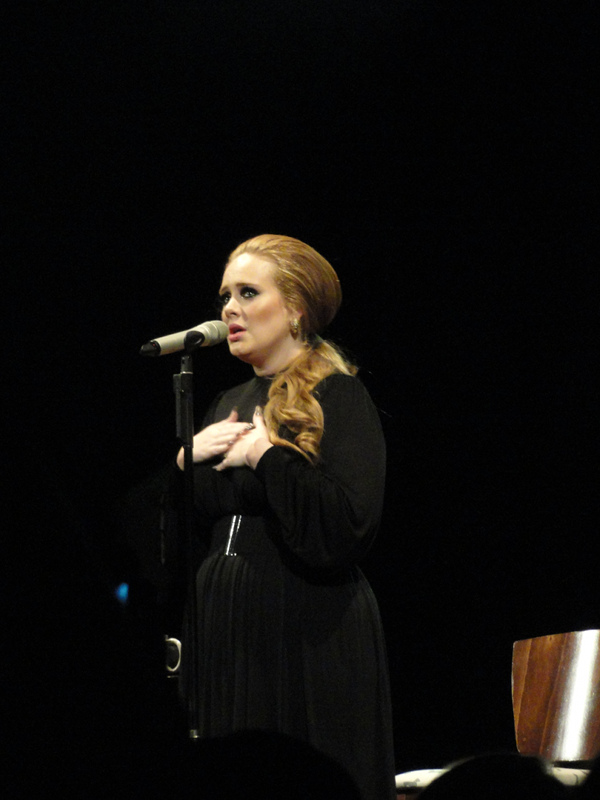
Adele biểu diễn "Someone Like You" tại Seattle, Washington.

1. "Hometown Glory"
2. "I'll Be Waiting"
3. "Don't You Remember"
4. "Turning Tables"
5. "Set Fire to the Rain"
6. "Daydreamer"
7. "If It Hadn't Been for Love"
8. "My Same"
9. "Take It All"
10. "Rumour Has It"
11. "Right as Rain"
12. "One and Only"
13. "Lovesong"
14. "Chasing Pavements"
15. "Make You Feel My Love"

Hát lại
1. "Someone Like You"
2. "Rolling in the Deep"

Nguồn: